# مجموعه اسمیت
در نظام‌های انتخاباتی، مجموعهٔ اسمیت کوچک‌ترین مجموعهٔ ناتهی از نامزدان است به قسمی که هر عضو مجموعه، در تقابل رو-در-رو با هر نامزد دیگر خارج از مجموعه پیروز باشد. مجموعهٔ اسمیت استانداردِ انتخابِ بهینه‌ای برای نتایج انتخابات تعیین می‌کند. نظام‌های انتخاباتی‌ای که برنده‌شان همواره نامزدی از مجموعهٔ اسمیت است، در معیار اسمیت صدق می‌کنند. مجموعهٔ اسمیت به افتخار جان اچ. اسمیت، ریاضی‌دان آمریکایی، نامگذاری شده‌است.
مجموعه‌ای از نامزدان که هر عضوش در تقابل رو-در-رو با هر نامزد دیگر خارج از مجموعه پیروز است، مجموعهٔ غالب نام دارد.

## خواص
- مجموعهٔ اسمیت همواره موجود و خوش‌تعریف است. همواره تنها یک «کوچک‌ترین مجموعهٔ غالب» وجود دارد چون مجموعه‌های غالب، تو-در-تو (nested) و ناتهی‌اند و مجموعهٔ نامزدان متناهی است.
- مجموعهٔ اسمیت می‌تواند بیش از یک عضو داشته باشد، چه به خاطر تقابل‌های مساوی و چه به خاطر چرخه‌ها مثلاً در تناقض کندورسه.
- برندهٔ کندورسه، در صورت وجود، تنها عضو مجموعهٔ اسمیت است. اگر برندهٔ ضعیف کندورسه موجود باشد، عضو مجموعهٔ اسمیت است.

## مقایسه با مجموعهٔ شوارتس
مجموعهٔ شوارتس ارتباط نزدیکی با مجموعهٔ اسمیت دارد و همیشه زیرمجموعه‌ای از آن است. مجموعهٔ اسمیت بزرگ‌تر است اگر و فقط اگر نامزدی در مجموعهٔ شوارتس تقابلی مساوی با نامزدی بیرون از آن مجموعه داشته باشد.
مجموعهٔ اسمیت را می‌توان از روی مجموعهٔ شوارتس ساخت. کافی است دو نوع از نامزدان را مکرراً به مجموعهٔ شوارتس افزود تا وقتی که نامزد واجد شرایط دیگری بیرون از مجموعه باقی نمانده باشد:
1. نامزدانی که در تقابل با اعضای مجموعه برابرند.
2. نامزدانی که در تقابل با اعضای مجموعه پیروزند.

دقت کنید که نوع دوم نامزدان تنها در صورتی موجودند که پیشتر نوع اول نامزدان افزوده شده باشند.